# Nikolai Alexandrowitsch Naidjonow

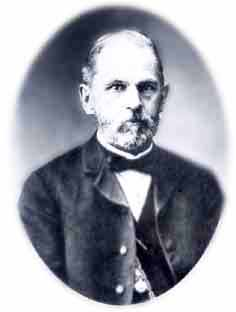
Nikolai Alexandrowitsch Naidjonow

Nikolai Alexandrowitsch Naidjonow (russisch Николай Александрович Найдёнов; * 7. Dezemberjul. / 19. Dezember 1834greg. in Moskau; † 27. Novemberjul. / 10. Dezember 1905greg. ebenda) war ein russischer Unternehmer, Bankier, Mäzen und Heimatforscher.

## Leben
Naidjonow gehörte zur dritten Generation der altmoskauer Familie Naidjonow. Sein Vater Alexander Jegorowitsch Naidjonow und sein Großvater Jegor Iwanowitsch Naidjonow waren Moskauer Textilunternehmer. Naidjonow besuchte 1844–1848 die Peter-und-Paul-Schule für Knaben an der lutherischen St. Peter-und-Paul-Kathedrale in Moskau.
Nach dem Tode des Vaters 1864 führte Naidjonow das Handelshaus A. Naidjonow und Söhne. 1866 wurde Naidjonow Abgeordneter des Handelsstandes in der Moskauer Stadtduma und blieb es bis zu seinem Tode. 1871 gründete er zusammen mit P. M. Rjabuschinski und W. I. Jakuntschikow die Moskauer Handelsbank, die er bis zu seinem Tode leitete. 1876 wurde er in das Moskauer Börsenkomitee gewählt, in dem er den Vorsitz bis zu seinem Tode wahrnahm. 1877 beschloss die Moskauer Stadtduma auf Naidjonows Initiative eine grundlegende historische Beschreibung der Stadt Moskau und wählte Naidjonow zum Präsidenten der Kommission für die Realisierung dieser Beschreibung, deren Autor der Historiker I. J. Sabelin wurde. Naidjonow nahm großen Anteil an dieser Arbeit und veröffentlichte auf eigene Kosten eine Reihe von einzigartigen Büchern zur Moskauer Geschichte, die Klassiker wurden. Er ließ die Kirchen und Klöster Moskaus maßstabsgenau fotografieren, so dass 14 Alben mit 680 Fotografien erschienen, darunter Naidjonows vierbändiges Werk Moskau – Kathedralen, Klöster und Kirchen. Auch finanzierte er die neunbändige Ausgabe der Materialien der Moskauer Kaufmannschaft (1883–1889).
1892 übernahm Naidjonows Bank die Mehrheitsbeteiligung  an der Kupawna-Tuchfabrik-Genossenschaft der Brüder Babkin. Die Bank finanzierte dann erstrangig die Unternehmungen dieser Familie, beispielsweise die Moskauer Handel-Industrie-Genossenschaft, die zentralasiatische Baumwolle lieferte. 1902 gründete Naidjonow die Moskau-Kaukasus-Erdölindustrie-Genossenschaft in Baku, an deren Spitze sein Sohn Alexander Nikolajewitsch Naidjonow und der Erdöl-Großunternehmer P. O. Gukassow standen.
Auf Naidjonows Initiative entstanden eine Reihe von Handels- und anderen Schulen. Er entwickelte Projekte für Wirtschaftsreformen und Regierungsbeschlüsse zusammen mit Finanzminister S. J. Witte. Er formulierte Prinzipien und Aufgaben der Kaufmannschaft. Er erhielt den russischen Sankt-Stanislaus-Orden I. Klasse und den Orden vom Weißen Adler. 1901 lehnte er öffentlich die Erhebung in den erblichen Adel ab mit der Begründung, dass er als Kaufmann geboren sei und als Kaufmann sterben werde.
Naidjonow wurde auf dem Friedhof des Pokrowski-Klosters begraben. Das Erbe trat sein Sohn Alexander Nikolajewitsch Naidjonow an. Der Schriftsteller Alexei Michailowitsch Remisow war Naidjonows Neffe.